# Акюрейри (хоккейный клуб)
ХК «Акюрейри» (исл. Skautafélag Akureyrar) — исландский клуб по хоккею с шайбой из города Акюрейри. Самый титулованный клуб страны (19 побед).

## Достижения
- Исландская хоккейная лига:
  - Победители (19)  : 1992, 1993, 1994, 1995, 1996, 1997, 1998, 2001, 2002, 2003, 2004, 2005, 2008, 2010, 2011, 2013, 2014, 2015, 2016.